# Synagoge Langweiler
Die Synagoge Langweiler stand im abgegangenen Aldenhovener Ortsteil Langweiler im Kreis Düren.
1842 lebten im Ort 42 Juden. Bis 1850 gehörte Langweiler zur Synagogenbezirk Jülich. Zur späteren Filialgemeinde Langweiler gehörten Aldenhoven, Bettenhoven, Hoengen, Laurenzberg, Niedermerz und Warden. Sie bestand aus 189 Personen.

## Synagoge
Für 1844 ist bereits ein Bethaus nachgewiesen. Am 25. August 1854 wurde die Synagoge eingeweiht. Sie stand in einem Hof an der Hauptstraße. Es handelte sich um ein rechteckiges Ziegelsteingebäude mit Satteldach. Die drei Rundbogenfenster waren bunt verglast. 1929 wurde die Synagoge grundlegend renoviert und innen neu ausgemalt. Unter der Westempore war der Zugang.
Das Programm zur Einweihung war folgendes:

„1) Am Freitagmorgen den 25. August 1854 wird eine Deputaion den Oberrabiner abholen. 2) Um 2 bis 3 Uhr versammelt sich die Gemeinde bei Herrn Voss Robens, wo die Thora's aufgestellt sind und wo das Mincha-Gebet verrichtet wird sowie Lechunerannano. 3) Der Festzug gestaltet sich wie folgt: Die schulpflichtigen Mädchen, welche Blumenkörbchen tragen; die ersten derselben tragen auf einem verzierten seidenen Kissen den Schlüssel der Synagoge. Es folgen die Knaben: Fünf besonders dazu Eingeladene, die Thora-Rollen tragend. In der weiteren Folge: Der Gemeinde-Vorstand, in dessen Mitte der Oberrabiner, der Sänger-Chor und die Gemeinde. An der Synagoge angekommen, bilden die Kinder Spaliere und lassen die Thora durchtragen. Der Herr Bürgermeister Lussem aus Aldenhoven überreicht dem Herrn Oberrabiner den Schlüssel. Beim Eintritt singt der Chor Ma t'owa. Die Thoraträger stellen sich auf die Birma. Und deren Umzug beginnt: 1. Umzug  mit den Thora-Rollen - Recitatif Psalm 84, 2. Umzug  mit den Thora-Rollen - Recitatif Psalm 132, 3. Umzug  mit den Thora-Rollen - Recitatif Psalm 146, 4. Umzug  mit den Thora-Rollen - Recitatif Psalm 147, 5. Umzug  mit den Thora-Rollen - Recitatif Psalm 148, 6. Umzug  mit den Thora-Rollen - Recitatif Psalm 149, 7. Umzug  mit den Thora-Rollen - Recitatif Psalm 150 danach folgt die Erhebung der Thora-Rollen in die neue Lade und dabei singt der Choral Uvenuche Jomar. Nach dem Einweihungs-Lied folgt die Predigt des Oberrabiners. Daran anschließend singt der Chor den Psalm 150. Die Gestaltung des Abend-Gottesdienst findet wie gewöhnlich durch den Chor statt. Am Samstag fängt der Dienst morgens 7 Uhr an und wird ebenfalls feierlich vom Chor ausgeführt. Vor Mussaf-Gebet: predigt wiederum der Oberrabiner. Die Festlichkeiten beginnen nach beendigter Kirchenfeier. Jeweils am Samstag, Sonntag und Montag großer Ball auf der Festwiese. Langweiler, im August 1854. Für den Vorstand der israelischen Gemeinde - Abraham Stiel, Andreas Robens.“

Am Nachmittag des Vortages der Reichskristallnacht, nämlich am 9. November 1938, wurde die Synagoge zerstört und geplündert, aber wegen der bestehenden Nachbarbebauung nicht in Brand gesteckt. 1941 kam das Gebäude an die Zivilgemeinde, die hier ein Lager für polnische Kriegsgefangene einrichtete. Später wurde das Haus als Geräteschuppen genutzt. 1953 übernahm die Jewish Trust Corporation das Gebäude und 1963 RWE. 1964 wurde die Synagoge abgerissen, wie später auch der gesamte Ort.